# Santuario de Lourdes Txiki
El santuario de Lourdes Txiki  de San Sebastián (España) está   dedicado a la Virgen y está situado a los pies del Monte Igueldo.
Es una réplica en miniatura de la famosa Gruta de Lourdes en Francia,
El Santuario tiene gran devoción y afluencia entre los donostiarras y visitantes durante todo el año.
Es un lugar  silencioso, solitario y tranquilo, que invita a la meditación y reflexión

## Historia
Las historia de Lourdes Txiki (pequeña Lourdes en euskera) comenzó en el 1903 cuando una congregación de frailes dominicos se instalaron en San Sebastián  y entonces comenzaron la reproducción de la gruta de Lourdes. Los religiosos procedían de Arcachón y se encontraban huyendo de Francia.
Tras la marcha de los dominicos, tomaron el relevo una congregación de religiosos capuchinos, que restauraron y renovaron la gruta en 1933 dejándola con su aspecto actual.
En el altar encontramos decenas de placas de mármol, algunas con más de cien años de antigüedad, y muchos otros exvotos de todo tipo en un lugar muy  reducido.
En  la década de los años 50 pasó definitivamente a cargo de la parroquia de San Sebastián Mártir del barrio del Antiguo de San Sebastián.
El día 11 de febrero a las 16,30 se celebra el día de la Festividad de la Virgen de Lourdes con una misa especial en Lourdes Txiki. Y también el día 11 de cada mes se repite.